# Luis Ortiz (boxe anglaise, 1965)
Pour les articles homonymes, voir Luis Ortiz.
Luis Ortiz Flores est un boxeur portoricain né le 5 novembre 1965 à Humacao.

## Carrière
Lors des jeux olympiques d'été de 1984, il remporte la médaille d'argent dans la catégorie des poids légers en ne s'inclinant qu'en finale contre l'américain Pernell Whitaker.